# Dvorec Velike Žablje
Dvorec Velike Žablje je furlanska vila iz 17. stoletja v Velikih Žabljah. V 17. stoletju so zgradili dvorec po furlanskem tipu vile, v 18. stoletju pa se je izoblikovala reprezentativna oblika rezidenčnega poslopja. Ta tip vile je usmerjen proti vaški cesti, v sredini stavbe je prehod ali portego, na Vipavskem imenovan tudi velb ali porton, skozi katerega je mogoč vstop na notranje dvorišče. Zgodnjebaročni dvorec stoji na pobočju v gornjem delu vasi, kot dominanta in pendant cerkvi.

## Zgodovina
Arhitekt dvorca v Velikih Žabljah ni znan. Stavbo so leta 1669 pozidali grofje Lanthieriji, od leta 1529 so bili oskrbniki Rihenberga, po letu 1646 pa tudi lastniki gradu v Braniku. Pred drugo svetovno vojno jo je podedovala rodbina Persoglia, po drugi svetovni vojni je v dvorcu delovala zelo aktivna dramska skupina, ki so jo vodili ljubiteljski gledališčniki in vaške učiteljice. Danes živi v ostankih nekdanjega dvorca več družin.

## Stavbna zgodovina in opis
Prvotna zasnova se je tako razlikovala od sedanje, saj so objekt v 18. stoletju prenovili, dodali nov trakt in tako je tloris dvorca dobil obliko podkve. Še kasnejši je bil nastanek traktov, ki dvorišče dokončno zaprejo. Zasnova celote se ravna po furlanskem tipu vile, to pomeni, da rezidenčne stavbe imajo skoraj vedno pritličje in dve nadstropji, delitev pa je poudarjena z obliko okenskih odprtin: manjša, kvadratna okna v pritličju, velika okna v pianu nobile in majhne, pogosto ovalne odprtine na podstrehi. Za ta tip vile tudi velja ozko in podolgovato rezidenčno poslopje, sobe v notranjščini pa so povezane med seboj.
Dvor je bil prvotno zgrajen v obliki črke L, fasado sta flankirala stolpa z dekorativno vlogo. Glavnemu traktu je bilo namesto balkona dodano reprezentativno stopnišče, na drugi strani dvorišča je stal pendant v obliki arkad. Oba dela povezuje konzolni hodnik, konzole pa spominjajo na obliko shematiziranih beneških levjih glav. Trakt, ki stoji nasprotno od vhoda na dvorišče, danes ni več ohranjen, ostali so samo temelji in kup ruševin. Iz ohranjenega slikovnega gradiva lahko vidimo, da se je od ohranjenega trakta razlikoval po arkadnemu pritličnem delu s slopi, ki v nadstropju preraščajo v prstanske toskanske stebre. Ti stebri so nosilci arkad, njihove baze so povezane z balustradno ograjico. Trakt na vhodni strani dvorca se sestavlja iz dvoramnega stopnišča, ki vodi v nadstropje, ob vhodu nanj pa sta v steno vdelani dve niši. V nadstropju se iztečeta v podij, pred bogato okrašenim vhodom v dvorano.
Okvir dvorišča je zelo značilen, po obliki je zelo raztegnjen pravokotnik in nakazuje vzdolžno orientacijo. Oblikovani sta samo krajši stranici tega pravokotnika in sicer s stopničem ter z arkadno lopo na drugi strani. Oblikovanje te osi se začne že z vstopnim prostorom, z vežo, ki je urejena natanko v osi dvoriščne arhitekture. Obe drugi stranici sta nenaglašeni, desna stena je pusta, leva stran pa povezuje oba trakta z konzolnim hodnikom.
Dozidana trakta morda spominjata na Jacopovo Sansovinovo klasicistično arhitekturo, vendar analiza arhitekturnih elementov pokaže, da gre za napajanje v arhitekturi beneške teraferme iz 17. stoletja. Na to kaže omejena oblika konzol, uporaba prstanastih stebrov v nadstropju obeh traktov, element, ki je bil prvič uporabljen v palači Zecca Jacopa Sansovina v Benetkah ter oblika portala dvorane v nadstropju.

### Restavratorski posegi
Zadnja dva konservatorska posega sta bila leta 1997 in 2001. Dokončana je bila obnova strehe in ostrešja nad vzhodnim traktom dvorca. Vsi korci so bili zamenjani z novimi, starih korcev pa ni bilo mogoče uporabiti zaradi preperelosti in dimenzij, ki se niso ujemale z novimi. Po ohranjenih vzorcih so bile rekonstruirane lesene strešne konzole. Med delom so ugotovili, da je tudi ostrešje vhodnega dela v izredno slabem stanju. Močno načeta je bila lesena obočna konstrukcija arkadne galerije. Leta 2001 so dokončali obnovo strehe in ostrešja nad vhodnim delom dvorca. Sredstva je prispevalo Ministrstvo za kulturo in lastnik. Vsa dela izvaja gradbena skupina obrtnika Viljema Perčiča iz Tubelj pri Komnu.